# Giberto VII Correggio
Giberto VII Correggio va ser fill de Manfredo I Correggio, i va heretar del pare el comtat sobirà de Correggio el 1476 i en va obtenir la investidura imperial el 27 de maig de 1517 amb títol de comte de l'imperi. Va ser senyor de Campagnola, Rossena i Fabbrico, i senyor de Scurano i Bazzano.
Va ser patrici de Parma i Patrici de Venècia.
Capità de l'exèrcit de Florència a l'octubre de 1478, va passar al servei del Papa el 1486, i el 1495 va ser capità de l'exèrcit del duc de Milà.
Va morir a Correggio el 26 d'agost de 1518. Es va casar dues vegades, la primera amb Violante Pico, filla d'Antonio Maria Pico, Comte de Concòrdia; i la segona (el 1508) amb Verònica Gambara, filla del comte Gianfrancesco Gambara, senyor de Canove, Castel Merlino i Molin di Cicognano. El van succeir els seus fills Gerolamo I Correggio i Ippolito I Correggio, ambdós de la segona dona.